# Urijah Faber
Urijah Christopher Faber (Isla Vista, 14 maggio 1979) è un ex lottatore di arti marziali miste statunitense.
Ha combattuto nella divisione dei pesi gallo per la promozione statunitense UFC; precedentemente è stato campione dei pesi piuma nella World Extreme Cagefighting tra il 2006 e il 2008. Ha fatto da allenatore nella quindicesima stagione del reality show The Ultimate Fighter e nel 2017 è stato inserito nella UFC Hall of Fame.

## Carriera nelle arti marziali miste

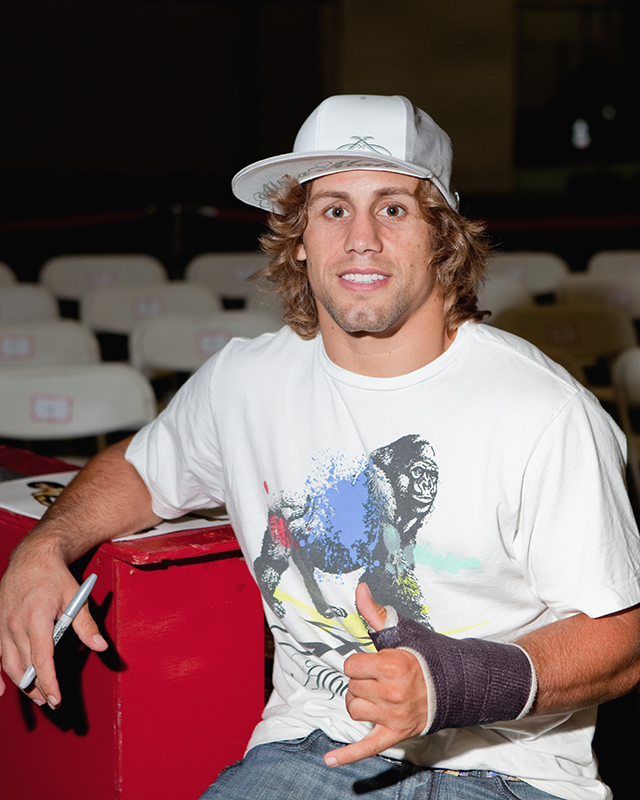
Urijah Faber presenzia all'evento Fight Night Round IV di Bellingham

Faber inizia la sua carriera nelle arti marziali miste nella promozione Gladiator Challenge il 12 novembre 2003 battendo per sottomissione Jay Valencia; dopo aver vinto anche il secondo match si aggiudica una title shot per il titolo dei pesi gallo, che conquista battendo David Velasquez. Dopo la prima difesa con successo inizia a combattere parallelamente anche nella King of the Cage, dove presto diviene anche qui campione dei pesi gallo detenendo quindi due titoli in contemporanea; prende parte anche ad un incontro nell'organizzazione canadese TKO. Dopo alcune difese positive in entrambe le federazioni, il 10 settembre 2005 arriva la prima sconfitta in carriera e la perdita del GC Bantamweight Championship per mano di Tyson Griffin, che lo batte per TKO all'inizio del terzo round.

### World Extreme Cagefighting
Il 17 marzo debutta nella WEC battendo Cole Escovedo per stop medico nel secondo round e aggiudicandosi il titolo dei pesi piuma. Difende il suo titolo con successo per oltre un anno e contemporaneamente continua a disputare incontri sia nella GC che nella KOTC difendendo le proprie cinture. In seguito Faber rende i suoi titoli KOTC e GC vacanti dopo aver firmato un contratto con la WEC, a sua volta acquistata dalla Zuffa LLC, proprietaria della UFC. A WEC 25 avviene la prima difesa del titolo WEC dopo averlo vinto dieci mesi prima vincendo contro Joe Pearson. A WEC difende la cintura nel primo dei tre incontri contro Dominick Cruz, infliggendo all'americano la prima sconfitta in carriera. Perde il titolo contro Mike Brown dopo cinque difese favorevoli consecutive e venendo sconfitto anche nel rematch disputato a WEC 41. Dopo la vittoria contro Raphael Assuncao a WEC 43 ottiene una chance per combattere per il titolo dei pesi piuma contro José Aldo che lo domina nettamente e lo sconfigge per decisione unanime. Dopo questa sconfitta Faber decide di scendere nei pesi gallo e il primo incontro nella nuova categoria, nonché l'ultimo nella WEC che nel frattempo ha unificato il suo titolo con quello UFC, lo vince per sottomissione contro Takeya Mizugaki.

### Ultimate Fighting Championship
Nel primo match nella nuova federazione sconfigge l'ex campione dei pesi gallo WEC Eddie Wineland per decisione unanime ad UFC 128. Dopodiché, ad UFC 132, il 2 luglio 2011, Dominick Cruz lo sconfigge in un incontro per la cintura vendicando la sconfitta subita in precedenza, in match giudicato Fight of the Night.
Ad UFC 139 Faber sconfigge l'ex campione della WEC, Brian Bowles, conquistando la possibilità di affrontare nuovamente, nel 2012, Cruz per il titolo di campione dei pesi gallo vincendo il premio per la Submission of the Night.
La trilogia tra Faber e Cruz saltò perché il campione in carica si infortunò due mesi prima dell'incontro, programmato per il 7 luglio 2012 con l'evento UFC 148: Silva vs. Sonnen II, e a quel punto l'UFC decise di istituire un titolo ad interim per il quale avrebbero lottato Faber e Renan Barão, lottatore che vantava una striscia di imbattibilità di 29 incontri; successivamente l'incontro venne programmato a UFC 149 per il 21 luglio 2012.
Faber venne meritatamente sconfitto dal brasiliano che fece valere il miglior allungo sull'avversario, non lasciando quasi mai la possibilità a Faber di entrare nella sua guardia e ottenendo una vittoria per decisione unanime dei giudici di gara con punteggi quali 49-46, 50-45 e 49-46: per California Kid si tratta della seconda sconfitta in un incontro valevole per un titolo UFC.
Il 23 febbraio affronta Ivan Menjivar sconfiggendolo nel primo round per mezzo di uno strangolamento; tale risultato venne premiato con il riconoscimento Submission of the Year ai Fighters Only World MMA Awards nel 2013.
Due mesi dopo sconfigge l'amico e numero 7 dei ranking UFC Scott Jorgensen sempre per rear naked choke, e in agosto ha la meglio anche sul brasiliano Iuri Alcântara.
In dicembre si impone per sottomissione sul prodigio Michael McDonald, contendente numero 2 dei ranking UFC, ottenendo il premio Submission of the Night.
Nel 2014 avrebbe dovuto svolgersi il match per l'unificazione del titolo dei pesi gallo UFC tra il campione indiscusso Dominick Cruz ed il campione ad interim Renan Barão, ma Cruz diede forfait per infortunio e quindi Faber venne scelto come sfidante nel rematch contro il brasiliano Barão che a quel punto venne automaticamente promosso a campione indiscusso: Faber questa volta venne finalizzato nel primo round per KO tecnico, perdendo il suo terzo incontro in UFC e anche questa volta in un match valido per la cintura di campione.
Torna alla vittoria in luglio sottomettendo il numero 12 dei ranking Alex Caceres.
In settembre avrebbe dovuto combattere in Giappone contro Masenori Kanehara, ma proprio Faber s'infortunò e diede forfait; tornò a lottare in dicembre sconfiggendo per sottomissione Francisco Rivera per mezzo di una bulldog durante un'azione viziata da un accecamento operato da Faber ai danni del rivale.
Nel marzo del 2015 avrebbe dovuto affrontare in un rematch Raphael Assunção ma quest'ultimo era convalescente da un grave infortunio ad una caviglia e non era ancora al 100% per l'incontro. Ad aprile affrontò, in uno spettacolare "superfight", l'ex campione dei pesi leggeri UFC Frankie Edgar. La categoria di peso in cui dovevano affrontarsi i due atleti rimase inizialmente indecisa tra i pesi gallo, piuma o addirittura un catchweight match; infine venne scelta la seconda categoria. Dopo uno spettacolare incontro durato ben cinque round, Faber venne sconfitto per decisione unanime. Questa fu la prima sconfitta in carriera da parte di Faber in un match non titolato.
A dicembre affrontò Frankie Saenz all'evento UFC 194. Dopo un match molto equilibrato, caratterizzato da lotta in piedi e da lotta a terra, Faber trionfò dopo tre round per decisione unanime. Il 4 giugno 2016 affrontò per la terza volta il suo acerrimo rivale Dominick Cruz in un match valido per il titolo dei pesi gallo UFC, all'evento UFC 199. Dopo un incontro durato ben 5 round, Faber venne sconfitto per decisione unanime. Il 10 settembre all'evento UFC 203, venne sconfitto per decisione unanime da Jimmie Rivera. Il 17 dicembre del 2016 sconfigge Brad Pickett all'evento UFC on Fox: VanZant vs. Waterson, annunciando che questo incontro sarà l'ultimo della sua carriera.
Nel 2017 viene introdotto nella UFC Hall of Fame.
Il 13 luglio 2019 torna però a combattere a UFC Fight Night 155 vincendo l'incontro per TKO contro Ricky Simon dopo solo 46 secondi del primo round

## Team Alpha Male
Faber fondò il Team Alpha Male nel 2004. Il team allenò molti atleti di MMA, come Chris Holdsworth, Joseph Benavidez, Justin Buchholz, Danny Castillo e Chad Mendes. Molti membri di questo team presero parte alla 15ª stagione del reality The Ultimate Fighter, proprio sotto le guide di Faber. L'attuale team viene allenato dal veterano della UFC Duane Ludwig nominato miglior coach del 2013.

## Risultati nelle arti marziali miste
| Risultato | Record | Avversario        | Metodo                                              | Evento                                              | Data              | Round | Tempo | Città                      | Note                                          |
| --------- | ------ | ----------------- | --------------------------------------------------- | --------------------------------------------------- | ----------------- | ----- | ----- | -------------------------- | --------------------------------------------- |
| Sconfitta | 35-11  | Petr Yan          | KO (calcio alla testa)                              | UFC 245: Usman vs. Covington                        | 14 dicembre 2019  | 3     | 0:43  | Las Vegas, Stati Uniti     |                                               |
| Vittoria  | 35-10  | Ricky Simon       | KO tecnico (pugni)                                  | UFC Fight Night: de Randamie vs. Ladd               | 13 luglio 2019    | 1     | 0:46  | Sacramento, Stati Uniti    |                                               |
| Vittoria  | 34-10  | Brad Pickett      | Decisione (unanime)                                 | UFC on Fox: VanZant vs. Waterson                    | 17 dicembre 2016  | 3     | 5:00  | Sacramento, Stati Uniti    |                                               |
| Sconfitta | 33-10  | Jimmie Rivera     | Decisione (unanime)                                 | UFC 203: Miocic vs. Overeem                         | 10 settembre 2016 | 3     | 5:00  | Cleveland, Stati Uniti     |                                               |
| Sconfitta | 33-9   | Dominick Cruz     | Decisione (unanime)                                 | UFC 199: Rockhold vs. Bisping 2                     | 4 giugno 2016     | 5     | 5:00  | Inglewood, Stati Uniti     | Per il titolo dei Pesi Gallo UFC              |
| Vittoria  | 33-8   | Frankie Saenz     | Decisione (unanime)                                 | UFC 194: Aldo vs. McGregor                          | 12 dicembre 2015  | 3     | 5:00  | Las Vegas, Stati Uniti     |                                               |
| Sconfitta | 32-8   | Frankie Edgar     | Decisione (unanime)                                 | UFC Fight Night: Edgar vs. Faber                    | 15 maggio 2015    | 5     | 5:00  | Pasay, Filippine           | Incontro di Pesi Piuma                        |
| Vittoria  | 32-7   | Francisco Rivera  | Sottomissione (bulldog)                             | UFC 181: Hendricks vs. Lawler II                    | 6 dicembre 2014   | 2     | 1:34  | Las Vegas, Stati Uniti     |                                               |
| Vittoria  | 31-7   | Alex Caceres      | Sottomissione (rear naked choke)                    | UFC 175: Weidman vs. Machida                        | 5 luglio 2014     | 3     | 1:05  | Las Vegas, Stati Uniti     |                                               |
| Sconfitta | 30-7   | Renan Barão       | KO Tecnico (pugni)                                  | UFC 169: Barao vs. Faber II                         | 1º febbraio 2014  | 1     | 3:42  | Newark, Stati Uniti        | Per il titolo dei Pesi Gallo UFC              |
| Vittoria  | 30-6   | Michael McDonald  | Sottomissione (ghigliottina)                        | UFC on Fox: Johnson vs. Benavidez 2                 | 14 dicembre 2013  | 2     | 3:22  | Sacramento, Stati Uniti    |                                               |
| Vittoria  | 29-6   | Iuri Alcântara    | Decisione (unanime)                                 | UFC Fight Night: Shogun vs. Sonnen                  | 17 agosto 2013    | 3     | 5:00  | Boston, Stati Uniti        |                                               |
| Vittoria  | 28-6   | Scott Jorgensen   | Sottomissione (rear naked choke)                    | The Ultimate Fighter 17 Finale: Faber vs. Jorgensen | 13 aprile 2013    | 4     | 3:16  | Las Vegas, Stati Uniti     |                                               |
| Vittoria  | 27-6   | Ivan Menjivar     | Sottomissione (rear naked choke)                    | UFC 157: Rousey vs. Carmouche                       | 23 febbraio 2013  | 1     | 4:34  | Anaheim, Stati Uniti       |                                               |
| Sconfitta | 26-6   | Renan Barão       | Decisione (unanime)                                 | UFC 149: Faber vs. Barão                            | 21 luglio 2012    | 5     | 5:00  | Calgary, Canada            | Per il titolo dei Pesi Gallo UFC ad Interim   |
| Vittoria  | 26–5   | Brian Bowles      | Sottomissione (ghigliottina)                        | UFC 139: Shogun vs. Henderson                       | 19 novembre 2011  | 2     | 1:27  | San Jose, Stati Uniti      | Eliminatoria per il titolo dei Pesi Gallo UFC |
| Sconfitta | 25–5   | Dominick Cruz     | Decisione (unanime)                                 | UFC 132: Cruz vs. Faber                             | 2 luglio 2011     | 5     | 5:00  | Las Vegas, Stati Uniti     | Per il titolo dei Pesi Gallo UFC              |
| Vittoria  | 25–4   | Eddie Wineland    | Decisione (unanime)                                 | UFC 128: Shogun vs. Jones                           | 19 marzo 2011     | 3     | 5:00  | Newark, Stati Uniti        | Debutto in UFC                                |
| Vittoria  | 24–4   | Takeya Mizugaki   | Sottomissione (rear naked choke)                    | WEC 52: Faber vs. Mizugaki                          | 11 novembre 2010  | 1     | 4:50  | Las Vegas, Stati Uniti     | Passa ai Pesi Gallo                           |
| Sconfitta | 23–4   | José Aldo         | Decisione (unanime)                                 | WEC 48: Aldo vs. Faber                              | 24 aprile 2010    | 5     | 5:00  | Sacramento, Stati Uniti    | Per il titolo dei Pesi Piuma WEC              |
| Vittoria  | 23–3   | Raphael Assunção  | Sottomissione (rear naked choke)                    | WEC 46: Varner vs. Henderson                        | 10 gennaio 2010   | 3     | 3:49  | Sacramento, Stati Uniti    |                                               |
| Sconfitta | 22–3   | Mike Brown        | Decisione (unanime)                                 | WEC 41: Brown vs. Faber 2                           | 7 giugno 2009     | 5     | 5:00  | Sacramento, Stati Uniti    | Per il titolo dei Pesi Piuma WEC              |
| Vittoria  | 22–2   | Jens Pulver       | Sottomissione (ghigliottina)                        | WEC 38: Varner vs. Cerrone                          | 25 gennaio 2009   | 1     | 1:34  | San Diego, Stati Uniti     |                                               |
| Sconfitta | 21–2   | Mike Brown        | KO Tecnico (pugni)                                  | WEC 36: Faber vs. Brown                             | 5 novembre 2008   | 1     | 2:23  | Hollywood, Stati Uniti     | Perde il titolo dei Pesi Piuma WEC            |
| Vittoria  | 21–1   | Jens Pulver       | Decisione (unanime)                                 | WEC 34: Faber vs. Pulver                            | 1º giugno 2008    | 5     | 5:00  | Sacramento, Stati Uniti    | Difende il titolo dei Pesi Piuma WEC          |
| Vittoria  | 20–1   | Jeff Curran       | Sottomissione (rear naked choke)                    | WEC 31: Faber vs. Curran                            | 12 dicembre 2007  | 2     | 4:34  | Las Vegas, Stati Uniti     | Difende il titolo dei Pesi Piuma WEC          |
| Vittoria  | 19–1   | Chance Farrar     | Sottomissione (rear naked choke)                    | WEC 28: Faber vs. Farrar                            | 3 giugno 2007     | 1     | 3:19  | Las Vegas, Stati Uniti     | Difende il titolo dei Pesi Piuma WEC          |
| Vittoria  | 18–1   | Dominick Cruz     | Sottomissione (ghigliottina)                        | WEC 26: Condit vs. Alessio                          | 24 marzo 2007     | 1     | 1:38  | Las Vegas, Stati Uniti     | Difende il titolo dei Pesi Piuma WEC          |
| Vittoria  | 17–1   | Joe Pearson       | Sottomissione (pugni e gomitate)                    | WEC 25: McCullough vs. Cope                         | 20 gennaio 2007   | 1     | 2:31  | Las Vegas, Stati Uniti     | Difende il titolo dei Pesi Piuma WEC          |
| Vittoria  | 16–1   | Bibiano Fernandes | KO Tecnico (stop medico)                            | KOTC: All Stars                                     | 28 ottobre 2006   | 1     | 4:16  | Reno, Stati Uniti          | Difende il titolo dei Pesi Gallo KOTC         |
| Vittoria  | 15–1   | Enoch Wilson      | KO Tecnico (stop medico)                            | FCP: Malice at Cow Palace                           | 9 settembre 2006  | 2     | 1:01  | San Francisco, Stati Uniti |                                               |
| Vittoria  | 14–1   | Naoya Uematsu     | KO Tecnico (pugni)                                  | GC 51: Madness at the Memorial                      | 1º luglio 2006    | 2     | 3:35  | Sacramento, Stati Uniti    |                                               |
| Vittoria  | 13–1   | Charlie Valencia  | Sottomissione (rear naked choke)                    | KOTC: Predator                                      | 13 maggio 2006    | 1     | 3:09  | Globe, Stati Uniti         | Difende il titolo dei Pesi Gallo KOTC         |
| Vittoria  | 12–1   | Cole Escovedo     | KO Tecnico (stop medico)                            | WEC 19: Undisputed                                  | 17 marzo 2006     | 2     | 5:00  | Lemoore, Stati Uniti       | Vince il titolo dei Pesi Piuma WEC            |
| Vittoria  | 11–1   | Ivan Menjivar     | Squalifica (calcio illegale con avversario a terra) | TKO 24: Eruption                                    | 28 gennaio 2006   | 2     | 2:02  | Laval, Canada              |                                               |
| Vittoria  | 10–1   | Charles Bennett   | Sottomissione (rear naked choke)                    | GC 46: Avalanche                                    | 11 dicembre 2005  | 1     | 4:38  | Coarsegold, Stati Uniti    |                                               |
| Vittoria  | 9–1    | Shawn Bias        | Sottomissione (ghigliottina)                        | KOTC: Execution Day                                 | 29 ottobre 2005   | 1     | 1:24  | Reno, Stati Uniti          | Difende il titolo dei Pesi Gallo KOTC         |
| Sconfitta | 8–1    | Tyson Griffin     | KO (pugni)                                          | GC 42: Summer Slam                                  | 10 settembre 2005 | 3     | 0:05  | Lakeport, Stati Uniti      | Per il titolo dei Pesi Piuma GC               |
| Vittoria  | 8–0    | Hiroyuki Abe      | KO Tecnico (ferita)                                 | KOTC: Mortal Sins                                   | 7 maggio 2005     | 3     | 2:37  | Primm, Stati Uniti         | Difende il titolo dei Pesi Gallo KOTC         |
| Vittoria  | 7–0    | David Granados    | Sottomissione (rear naked choke)                    | GC 35: Cold Fury                                    | 13 marzo 2005     | 1     | 2:13  | Porterville, Stati Uniti   |                                               |
| Vittoria  | 6–0    | Eben Kaneshiro    | Sottomissione (pugni)                               | KOTC: Revenge                                       | 14 novembre 2004  | 3     | 4:33  | San Jacinto, Stati Uniti   | Vince il titolo dei Pesi Gallo KOTC           |
| Vittoria  | 5–0    | Rami Boukai       | Decisione (maggioranza)                             | KOTC: San Jacinto                                   | 24 settembre 2004 | 2     | 5:00  | San Jacinto, Stati Uniti   | Debutto nel KOTC                              |
| Vittoria  | 4–0    | Del Hawkins       | KO Tecnico (pugni)                                  | GC 30: Gladiator Challenge 30                       | 19 agosto 2004    | 1     | 3:19  | Colusa, Stati Uniti        |                                               |
| Vittoria  | 3–0    | David Velasquez   | Decisione (unanime)                                 | GC 27: FightFest 2                                  | 3 giugno 2004     | 3     | 5:00  | Colusa, Stati Uniti        |                                               |
| Vittoria  | 2–0    | George Adkins     | KO Tecnico (stop medico)                            | GC 22: Gladiator Challenge 22                       | 12 febbraio 2004  | 2     | 2:42  | Colusa, Stati Uniti        |                                               |
| Vittoria  | 1–0    | Jay Valencia      | Sottomissione (ghigliottina)                        | GC 20: Gladiator Challenge 20                       | 12 novembre 2003  | 1     | 1:22  | Colusa, Stati Uniti        |                                               |

## Filmografia

### Cinema
- Reach Me - La strada del successo (Reach Me), regia di John Herzfeld (2014)
- Rampage - Furia animale (Rampage), regia di Brad Peyton (2018)

### Televisione
- Leverage - Consulenze illegali (Leverage) - serie TV, episodio 4x06 (2011)

## Doppiatori italiani
Nelle versioni in italiano delle opere in cui ha recitato, Urijah Faber è stato doppiato da:
- Guido Di Naccio in Leverage - Consulenze illegali